# McChord Air Force Base

i7
i11
i13
McChord Field (1948 bis 2010 McChord Air Force Base) ist eine im Pierce County südlich von Tacoma im US-Bundesstaat Washington gelegene Basis der US-Luftwaffe. Heute bildet sie gemeinsam mit Fort Lewis die Joint Base Lewis-McChord. Das United States Census Bureau definiert den "McChord Air Force Base Census-designated place" und zählte 2020 für diesen 14.052 Einwohner.

## Geschichte

### Gründung
Die Bürger von Pierce County beschlossen im Jahr 1917, eine Anleihe in Höhe von zwei Millionen Dollar zum Kauf von 283.28 km² Land aufzunehmen, um es der Bundesregierung zu schenken. Der Zweck war die Stationierung der US-Armee. Zunächst wurde die Anlage Camp Lewis genannt, und später Fort Lewis. Im Jahr 1927 beschloss man eine weitere Anleihe, um einen Militärflugplatz nördlich von Fort Lewis einzurichten.
Der Flugplatz wurde am 3. Juli 1940 McChord Field genannt, zu Ehren des Obersten William Caldwell McChord (1881–1937), der bei einer missglückten Notlandung seiner Northrop A-17 in der Nähe von Maidens, Virginia, ums Leben gekommen war. Zum Zeitpunkt seines Todes war er der Vorsteher der Training and Operations Division des U.S. Army Air Corps.
Über die nächsten zwei Jahrzehnte hinweg wurde McChord Field um etwa 12 km² vergrößert. Als im Jahr 1947 die U.S. Army Air Force aus der Armee ausgegliedert wurde, um die U.S. Air Force zu gründen, wurde McChord Field vom südlich gelegenen Fort Lewis unabhängig. 1948 wurde der Stützpunkt zur McChord Air Force Base umgewidmet.

### Zweiter Weltkrieg
Im Jahr 1940 wurde McChord Field zum Hauptquartier des Northwest Air District, welcher für die Verteidigung der nördlichen Pazififk-Küste als auch für die Upper Great Plains (östliches Montana, große Teile South und North Dakotas, nordöstliches Wyoming) zuständig war. Die 17th Bombardment Group mit ihren B-18-Bombern wurde dazu von March Field nach McChord verlegt, und nach dem Angriff auf Pearl Harbor führte dieselbe Einheit mit mittelschweren B-25-Bombern Patrouillen gegen japanische U-Boote durch. Am 24. Dezember 1941 warf eines der B-25-Flugzeuge vier 300-Pfund-Bomben auf ein japanisches U-Boot ab, welches sich in der Nähe der Mündung des Columbia River befand.
Nach dem Wegzug der 17th Bombardment Group wurde McChord die Heimatbasis der Second Air Force, welche hauptsächlich Besatzungen von schweren B-17- und B-24-Bombern ausbildete. In der Mitte des Jahres 1943 wurde diese Ausbildung zugunsten der Trainingsflüge von B-29-Besatzungen heruntergefahren.
Am Ende des Krieges dienten die Werkstätten der Basis zum Umbau der P-39 Airacobra, die im Rahmen des Leih- und Pacht-Programms den sowjetischen Streitkräften zur Verfügung gestellt wurden.

### Kalter Krieg

#### Luftverteidigung
Mit der Bedrohung durch sowjetische Atombomber wurde McChord zum Standort verschiedener Frühwarnradars. Während einige Radarsysteme an andere Standorte ausgelagert wurden, wurde bis zum Jahr 1983 ein AN/FSQ-7-Computer zur Auswertung der Radardaten betrieben.
Heute ist mit dem Western Air Defense Sector noch eine Frühwarnstation und eine Luftverteidigungs-Zentrale auf McChord beheimatet. Sie wird gemeinsam von der Washington Air National Guard und von der kanadischen Luftwaffe betrieben und ist dem NORAD unterstellt.

#### Lufttransport
In den 1950er Jahren wurden von McChord die französischen Truppen im Indochinakrieg unterstützt; es wurden Güter wie Blutplasma, medizinisches Material, Flugzeugersatzteile und Munition nach Indochina geflogen – und im April 1954 sogar eine komplette Garnison nach Dien Bien Phu.
Nach 1955 unternahmen Piloten von McChord zahlreiche Flüge, um die Radaranlagen der Distant Early Warning Line aufzubauen und zu warten. Für das Internationale Geophysikalische Jahr 1957–1958 wurde Ausrüstung zum Nordpolarmeer geflogen; die Flugzeuge landeten zum Teil auf dem Packeis, zum anderen Teil wurde sie an Fallschirmen abgeworfen.
Von 1963 bis 1971 besaß der in McChord beheimatete 62nd Troop Carrier Wing den Auftrag, den Lufttransport der amerikanischen Kernwaffen zu gewährleisten.

## 1990er Jahre und später
In den 1990er Jahren wurden die C-141-Frachtflugzeuge durch solche des Typs C-17 Globemaster III ersetzt.
Am 1. Februar 2010 wurde McChord Air Force Base wieder mit Fort Lewis fusioniert; die gesamte Anlage wird nun gemeinsam mit der U.S. Army unter dem Namen Joint Base Lewis-McChord betrieben. Grund dafür waren Sparmaßnahmen, die im Jahre 2005 eingeleitet wurden (Base Realignment and Closure Round).
Heute ist Lewis-McChord die Basis der 62nd Airlift Wing und betreibt C-17-Flugzeuge in drei Staffeln(4th, 7th und 8th Airlift Squadron).

## Zwischenfälle
- Am 28. November 1952 kollidierte eine Douglas DC-4/C-54G der United States Air Force (USAF) (Luftfahrzeugkennzeichen 45-494) beim Durchstarten von der McChord Air Force Base mit Bäumen, stürzte ab und fing Feuer. Der Anflug hatte bei Dunkelheit und in dichtem Nebel stattgefunden; die Piloten entschieden sich, zur Malmstrom Air Force Base auszuweichen, als der Unfall geschah. Von den 39 Insassen kamen 37 ums Leben, alle sieben Besatzungsmitglieder und 30 der 32 Passagiere.[2]

- Am 1. September 1953 wurde eine Douglas DC-3/C-49K der US-amerikanischen Regina Cargo Airlines (N19941) 19 Kilometer südöstlich von Vail (Washington, USA) ins Gelände geflogen, 42 Kilometer vor dem Zielflugplatz McChord Air Force Base. Die Piloten flogen trotz Wetter für Instrumentenflugbedingungen im Sichtflug. Durch diesen CFIT (Controlled flight into terrain) wurden alle 21 Insassen getötet, zwei Besatzungsmitglieder und 19 Passagiere.[3]

- Am 6. September 1953 überdrehte an einer Lockheed L-1049 Super Constellation der US-amerikanischen Northwest Airlines (N6214C) kurz nach dem Start vom Flughafen Seattle-Tacoma der Propeller Nr. 3 (rechts innen). Obwohl er in die Segelstellung geschaltet wurde, drehte er mit 400 rpm weiter. Im Steigflug durch 5000 Fuß musste wegen starken Ölverlusts auch das Triebwerk Nr. 4 (rechts außen) abgestellt werden. Für die Notlandung auf der 40 Kilometer südlich von Seattle gelegenen McChord Air Force Base konnte aufgrund eines Konstruktionsfehlers der Super Constellation nur das rechte Hauptfahrwerk verriegelt werden. Daher schleuderte die Maschine von der Landebahn herunter und brach in Flammen aus. Alle 32 Personen an Bord, sechs Besatzungsmitglieder und 26 Passagiere, konnten rechtzeitig evakuiert werden und überlebten den Unfall.[4]

- Am 15. Januar 1957 brannten auf der McChord Air Force Base zwei Wartungshangars aus. Dabei wurden eine C-124A Globemaster II (52-1027)[5] und eine Douglas DC-6/C-118A (53-3263)[6] zerstört sowie je eine Lockheed T-33 und de Havilland Canada DHC-2/L-20 Beaver beschädigt. Die anwesenden Personen konnten sich noch rechtzeitig retten.

- Am 13. April 1958 verunglückte eine Douglas DC-3/SC-47A der United States Air Force (USAF) (42-93183) bei einem Trainingsflug an der McChord Air Force Base. Dabei kamen 3 Insassen ums Leben.[7]

- Am 1. April 1959 stürzte eine Douglas DC-6/C-118A der United States Air Force (USAF) (53-3250) nach einer Notsituation während des Fluges bei Orting (Washington, USA) in mit Büschen bewachsene Hügel. Die Maschine war von der 25 Kilometer westlich gelegenen McChord Air Force Base gestartet. Alle 4 Besatzungsmitglieder kamen ums Leben.[8]

- Am 24. Mai 1961 stürzte eine C-124A Globemaster II (Kennzeichen 51-0174) mit 16 Soldaten als Passagieren, einem Lkw, Jeep und zwei Anhängern an Bord kurz nach dem Start von der McChord Air Force Base ab. Dabei wurden 18 der 22 Insassen getötet, darunter die gesamte sechsköpfige Besatzung. Das Flugzeug wurde zerstört.[9]

- Am 16. Februar 1963 fiel an einer Curtiss C-46F-1-CU Commando der US-amerikanischen Zantop Air Transport (N616Z) 7 Minuten nach dem Start von der McChord Air Force Base das linke Triebwerk aus. Der Propeller konnte nicht in die Segelstellung gebracht werden. Beim Versuch der Notlandung auf dem Flugplatz Pierce County bei Puyallup (Washington) kam man zu hoch an. Beim Durchstartversuch kam es zum Strömungsabriss und Aufschlag mit der linken Tragfläche und dem Bug zuerst. Beide Piloten, die einzigen Insassen auf dem Frachtflug, überlebten den Unfall.[10]

- Am 7. September 1966 verursachten Wartungstechniker an einer Lockheed C-141A Starlifter (65-0281) auf der McChord Air Force Base einen Kurzschluss in einem nur teilweise entleerten Treibstofftank. Bei der dadurch ausgelösten Explosion wurden drei Personen getötet und das fast fabrikneue Flugzeug zerstört.[11]